# Dystasia subcristata
Dystasia subcristata là một loài bọ cánh cứng trong họ Cerambycidae.